# ويد إيليوت
ويد إيليوت (بالإنجليزية: Wade Elliott)‏ (مواليد 14 ديسمبر 1978 في ساوثهامبتون - إنجلترا) لاعب كرة قدم إنجليزي يلعب حاليا لصالح نادي الدرجة الممتازة بيرنلي الإنجليزي منذ 2005 في مركز الجناح الأيمن كما يجيد اللعب في مركز الظهير الأيمن . .

## روابط خارجية
- ويد إيليوت على موقع قاعدة بيانات كرة القدم.إي يو (الإنجليزية)
- ويد إيليوت على موقع Soccerbase.com (لاعب) (الإنجليزية)
- ويد إيليوت على موقع Soccerway.com (الإنجليزية)
- ويد إيليوت على موقع عالم كرة القدم.نت (الإنجليزية)
- ويد إيليوت على موقع كووورة